# 素直に笑えない
「素直に笑えない」（すなおにわらえない）は、森川美穂の21枚目のシングル。1995年4月26日にTOSHIBA-EMI/TM FACTORYから発売された。

## 概要
- 「素直に笑えない」はテレビ朝日系『ビートたけしのTVタックル』エンディングテーマ曲。
- 「素直に笑えない」、「あなたに届けたい」は当時流行りだったユーロビートダンス・ミュージックに新たに挑戦をした。
- このシングルを機にTM FACTORY所属となる。

## 収録曲
（全作曲：久保田朱美、編曲：福田裕彦）
1. 素直に笑えない [4:23]
作詞：北川清子
2. あなたに届けたい [4:00]
作詞：森川美穂
3. 素直に笑えない（オリジナル・カラオケ） [4:23]